# Heikki Sarmanto
Heikki Veli Uolevi Sarmanto, född den 22 juni 1939 i Helsingfors, är en finländsk jazzmusiker och kompositör, en av landets internationellt mest kända musiker. 
Sarmanto studerade 1962–1964 pianospel och komposition vid Sibelius-Akademin och 1968–1971 vid Berklee school of music i Boston. Han debuterade som jazzpianist 1962 och har sedan 1966 mestadels lett egna ensembler. Debuten som tonsättare i större sammanhang skedde 1967. Hans ofta starkt melodiska musik är svår att kategorisera; i sin produktion har han i olika konstellationer kombinerat så kallad kammarjazz med den klassiska musikens beståndsdelar, till exempel med klassiskt skolad sång. Produktionen omfattar bland annat verk för jazzensembler, symfoniorkester, kör och vokalensembler samt scenmusik. Av större verk kan nämnas jazzmässan The new hope jazz mass, som uruppfördes i New York 1978, den symfoniska dikten Suomi (1984), samt den av Kalevalamotiv inspirerade baletten Passions of a man (1985). Därtill har han tonsatt finländsk lyrik, bland annat av Eino Leino, Aaro Hellaakoski och Pentti Saarikoski, samt engelskspråkig lyrik.
Sarmanto är vidare en av jazzorkestern UMO:s stiftande medlemmar och har varit en central gestalt i arbetet för att höja jazzens status inom det finländska kulturlivet; han har sedan 1960-talet varit verksam som arrangör av jazzprogram vid finländska kulturfestivaler och var mot slutet av 1970-talet verksamhetsledare för Sibelius-Akademins dåvarande jazzstudio. Han verkade som konstnärlig ledare för UMO 1998–2000.
Hans bror Pekka Sarmanto (född 1945) har sedan 1960-talet varit en av landets mest betydande jazzbasister och verkat i broderns ensembler och inom UMO.